# Marianne Nielsen
Astrid Marianne Nielsen, ogift Lundberg, född 30 november 1917 i Oscars församling i Stockholm, död 28 oktober 2004 i Oscars församling i Stockholm, var en svensk skådespelare.

## Biografi
Nielsen inledde teaterstudierna vid Dramatens elevskola 1937 och var efter studierna engagerad vid Helsingborgs stadsteater. Hon filmdebuterade 1944 i Hampe Faustmans Flickan och Djävulen. Förutom teater och film medverkade hon i revyer hos Kar de Mumma.
Hon var i sitt första äktenskap gift 1937–1941 med skådespelaren Peter Lindgren (1915–1981), med vilken hon samma dag som hon fyllde 20 år fick dottern Monica Nielsen. I sitt andra äktenskap var hon gift från 1943 med skådespelaren Gunnar Nielsen (1919–2009), med vilken hon fick en son 1946 och en dotter 1955. Makarna Nielsen är begravda på Lidingö kyrkogård. Marianne Nielsen var syster till psykologen Merit Hertzman-Ericson.

## Filmografi
- 1944 – Flickan och Djävulen
- 1947 – En fluga gör ingen sommar
- 1949 – Två trappor över gården
- 1949 – Smeder på luffen
- 1949 – Pippi Långstrump
- 1949 – Flickan från tredje raden
- 1954 – Karin Månsdotter
- 1954 – Gabrielle
- 1954 – Emma och hennes Karl
- 1955 – Vildfåglar
- 1955 – Resa i natten
- 1955 – Mord, lilla vän
- 1955 – Kvinnodröm
- 1955 – Hoppsan!
- 1955 – Flicka i kasern
- 1956 – Kulla-Gulla
- 1956 – Berättelsen om fru Holm
- 1956 – Pettersson i Annorlunda
- 1957 – Räkna med bråk
- 1958 – Den store amatören
- 1958 – Du är mitt äventyr
- 1958 – Körkarlen
- 1959 – Fridolfs farliga ålder
- 1960 – Domaren
- 1960 – Av hjärtans lust
- 1961 – Två levande och en död
- 1962 – Maximum
- 1963 – Mordvapen till salu
- 1963 – Anna Sophie Hedvig
- 1968 – Jag talar om Jerusalem
- 1974 – Sagan om Siv
- 1982 – Fanny och Alexander
- 1989 – Hassel – Slavhandlarna
- 1994 – I morgon, Mario

## Teater

### Roller (ej komplett)
| År   | Roll                   | Produktion                                                         | Regi                                             | Teater                   |
| ---- | ---------------------- | ------------------------------------------------------------------ | ------------------------------------------------ | ------------------------ |
| 1940 | Johanna Jarrow         | Ja och Nej Kenneth Horne                                           | Rudolf Wendbladh                                 | Helsingborgs stadsteater |
| 1940 | Marietta               | 30 sekunder kärlek Aldo De Benedetti                               | Albert Nycop                                     | Helsingborgs stadsteater |
| 1940 | Signe                  | De knutna händerna Vilhelm Moberg                                  | Rudolf Wendbladh                                 | Helsingborgs stadsteater |
| 1940 | Astrid                 | Swedenhielms Hjalmar Bergman                                       | Rudolf Wendbladh                                 | Helsingborgs stadsteater |
| 1941 | Vivie Warren           | Mrs Warrens yrke George Bernard Shaw                               | Albert Nycop                                     | Helsingborgs stadsteater |
| 1941 | Evelyn                 | Kungl. Logen Karl Farkas och Hans Lang                             | Rudolf Wendbladh                                 | Helsingborgs stadsteater |
| 1942 | Kaisu                  | Mikaels dag Harry Blomberg                                         | Rudolf Wendbladh                                 | Helsingborgs stadsteater |
| 1943 | Fru Rasmussen          | Vem är jag eller När fan ger ett anbud Carl Erik Soya              | Ingmar Bergman                                   | Stockholms studentteater |
| 1943 | Ebba                   | Tivolit Ingmar Bergman                                             | Ingmar Bergman                                   | Stockholms studentteater |
| 1944 |                        | Mitt barn är mitt Leck Fischer                                     | Ingrid Luterkort                                 | Helsingborgs stadsteater |
| 1944 |                        | Fan ger ett anbud Carl Erik Soya                                   | Ingmar Bergman                                   | Helsingborgs stadsteater |
| 1945 | Ginette                | Jacobowsky och översten Franz Werfel                               | Ingmar Bergman                                   | Helsingborgs stadsteater |
| 1945 | Fröken Mårtensson      | Ett puzzlespel Kaj Munk                                            | Sture Ericson                                    | Helsingborgs stadsteater |
| 1946 | Syster Birgitte        | Rekviem Björn-Erik Höijer                                          | Ingmar Bergman                                   | Helsingborgs stadsteater |
| 1946 | Fröken Ulla Sinclair   | Av hjärtans lust Karl Ragnar Gierow                                | Lars-Levi Læstadius                              | Helsingborgs stadsteater |
| 1946 | Fru Passepot           | Eklöv och lavendel Seán O'Casey                                    | Lars-Levi Læstadius                              | Helsingborgs stadsteater |
| 1946 | Eva                    | Krigsmans erinran Herbert Grevenius                                | Sture Ericson                                    | Helsingborgs stadsteater |
| 1946 | Arbetarhustru 2        | Den ljusnande tid Alf Henrikson                                    | Lars-Levi Læstadius                              | Helsingborgs stadsteater |
| 1947 | Madam Överända         | Lika för lika William Shakespeare                                  | Lars-Levi Læstadius                              | Helsingborgs stadsteater |
| 1947 | Barnavårdsmannen       | Peppar och salt Siegfried Geyer och Paul Frank                     | Lars-Levi Læstadius                              | Helsingborgs stadsteater |
| 1947 | Medverkande            | Kar de Mummas sällskapsresa, revy Kar de Mumma                     | Hjördis Petterson                                | Blancheteatern           |
| 1947 | Natalie                | Höst Bengt Blomgren                                                | Lars-Levi Læstadius                              | Helsingborgs stadsteater |
| 1947 | Medverkande            | Fängslande men flyktigt, revy                                      | Gunnar Ekström Sture Ericson Lars-Levi Læstadius | Helsingborgs stadsteater |
| 1952 | Flora                  | Den tatuerade rosen Tennessee Williams                             | Ingmar Bergman                                   | Folkparksturné           |
| 1952 | Hulda korggumma        | Harlekino och Harlekina Else Fisher                                | Kurt-Olof Sundström                              | Dramaten                 |
| 1953 |                        | Saken är Oscar P.G. Wodehouse, Guy Bolton och Cole Porter          | Georg Funkquist                                  | Oscarsteatern            |
| 1953 | Mathilda Cartwright    | Änglar på Broadway Frank Loesser, Joe Swerling och Abe Burrows     | Sven Aage Larsen                                 | Oscarsteatern            |
| 1954 |                        | Oh, mein Papa Erik Charell och Paul Burkhard                       | Hansjörg Boeger                                  | Södra Teatern            |
| 1956 | Sekreteraren           | Min man har komplex Jean Bernard-Luc                               | Sture Lagerwall                                  | Intiman                  |
| 1956 | Städhjälpen            | Den skandalösa historien om Mr Kettle och Mrs Moon J. B. Priestley | Per-Axel Branner                                 | Alléteatern              |
| 1957 | Miss Briggs Mrs Jerome | Dårskapens timme Anna Bonacci                                      | Åke Engfeldt                                     | Helsingborgs stadsteater |
| 1959 | Mrs Pearce             | My Fair Lady Frederick Loewe och Alan Jay Lerner                   | Sven Aage Larsen                                 | Oscarsteatern            |
| 1965 | Isolde                 | Undine (Ondine) Jean Giraudoux                                     | Palle Granditsky                                 | Upsala-Gävle stadsteater |
| 1967 |                        | Tango Sławomir Mrożek                                              | Ulf Fredriksson                                  | Upsala-Gävle stadsteater |

## Radioteater

### Roller
| År   | Roll        | Produktion                          | Regi        |
| ---- | ----------- | ----------------------------------- | ----------- |
| 1954 | Stina, piga | Auktion Josef Briné och Nils Ferlin | Lars Madsén |